# Guglielmo d'Assia-Rotenburg
Guglielmo d'Assia-Rotenburg (Kassel, 15 maggio 1648 – Langenschwalbach, 20 novembre 1725) fu, dal 1683 fino alla sua morte, langravio d'Assia-Rotenburg.
Guglielmo era figlio di Ernesto I d'Assia-Rotenburg-Rheinfels e di sua moglie, la contessa Maria Eleonore di Solms-Lich. Guglielmo era soprannominato il Vecchio per distinguerlo da suo nipote, Guglielmo II d'Assia-Wanfried.

## Biografia
Dopo la morte di suo padre nel 1693, governò una metà della parte Rotenburg, la parte dell'Assia-Kassel che il langravio Maurizio d'Assia-Kassel aveva distribuito come feudi tra i figli maschi avuti dalla sua seconda moglie, Giuliana. Risiedette ufficialmente a Rotenburg an der Fulda, ma spesso soggiornava a Langenschwalbach nell'area del Taunus.  I suoi discendenti governarono la zona di Rotenburg; suo nipote, Costantino riunì tutti i territori.
I domini di Guglielmo includevano la parte inferiore della contea di Katzenelnbogen e i distretti e i castelli di Burg Rheinfels, Reichenberg e Hohenstein nonché quote di Umstadt e Vierherren an der Lahn. Egli scambiò il distretto e la città di Eschwege con suo fratello Carlo per il distretto e la città di Rotenburg. Egli inoltre detenne i domini di Falkenberg, Cornberg e Langenschwalbach e ricevette una quota del pedaggio dell'Assia sul Reno e i dazi doganali su vino, agricoltura e lana e il pedaggio di Boppard.
Guglielmo morì nel 1725 e fu sepolto nella chiesa cattolica di Santa Elisabetta a Langenschwalbach.

## Matrimonio e figli
Il 3 marzo 1669 Guglielmo sposò Marie Anna di Löwenstein-Wertheim-Rochefort (1652-1688), figlia del conte Ferdinando Carlo di Löwenstein-Wertheim-Rochefort, dalla quale ebbe i seguenti figli:
- Eleonora (nata e morta nel 1674);
- Maria Eleonora (1675-1720), che nel 1692 sposò il conte palatino Teodoro Eustachio di Sulzbach (morto nel 1733);
- Elisabetta (1677-1739), che nel 1695 sposò in prime nozze il principe Francesco Alessandro di Nassau-Hadamar (morto nel 1711) e nel 1727 in seconde nozze il conte Antonio di Attems (morto nel 1739);
- Sofia (nata e morta nel 1678);
- Amelia (1679-1680);
- Anna (1680-1766), monaca
- Ernestina (1681-1732), che nel 1719 sposò Roberto de La Cerda, conte de la Villalonga (morto nel 1742)
- Ernesto Leopoldo, langravio d'Assia-Rotenburg.

## Ascendenza
|                                        |   |                               | Genitori                          |  |  | Nonni |  |  | Bisnonni                    |  |  | Trisnonni         |  |
|                                        |   |                               |                                   |  |  |       |  |  | Guglielmo IV d'Assia-Kassel |  |  | Filippo I d'Assia |  |
|                                        |   |                               |                                   |  |  |       |  |  | Guglielmo IV d'Assia-Kassel |  |  | Filippo I d'Assia |  |
|                                        |   | Cristina di Sassonia          |                                   |  |  |       |  |  | Guglielmo IV d'Assia-Kassel |  |  |                   |  |
| Maurizio d'Assia-Kassel                |   |                               |                                   |  |  |       |  |  | Guglielmo IV d'Assia-Kassel |  |  |                   |  |
|                                        |   | Sabina di Württemberg         | Cristoforo di Württemberg         |  |  |       |  |  |                             |  |  |                   |  |
|                                        |   | Sabina di Württemberg         | Cristoforo di Württemberg         |  |  |       |  |  |                             |  |  |                   |  |
|                                        |   | Sabina di Württemberg         | Anna Maria di Brandeburgo-Ansbach |  |  |       |  |  |                             |  |  |                   |  |
| Ernesto d'Assia-Rheinfels              |   | Sabina di Württemberg         |                                   |  |  |       |  |  |                             |  |  |                   |  |
|                                        |   | Giovanni VII di Nassau-Siegen | Giovanni VI di Nassau-Dillenburg  |  |  |       |  |  |                             |  |  |                   |  |
|                                        |   | Giovanni VII di Nassau-Siegen | Giovanni VI di Nassau-Dillenburg  |  |  |       |  |  |                             |  |  |                   |  |
|                                        |   | Giovanni VII di Nassau-Siegen | Giuliana di Stolberg-Wernigerode  |  |  |       |  |  |                             |  |  |                   |  |
| Giuliana di Nassau-Dillenburg          |   | Giovanni VII di Nassau-Siegen |                                   |  |  |       |  |  |                             |  |  |                   |  |
|                                        |   | Maddalena di Waldeck          | Filippo IV di Waldeck             |  |  |       |  |  |                             |  |  |                   |  |
|                                        |   | Maddalena di Waldeck          | Filippo IV di Waldeck             |  |  |       |  |  |                             |  |  |                   |  |
|                                        |   | Maddalena di Waldeck          | Jutta di Isenburg                 |  |  |       |  |  |                             |  |  |                   |  |
| Guglielmo d'Assia-Rotenburg            |   | Maddalena di Waldeck          |                                   |  |  |       |  |  |                             |  |  |                   |  |
|                                        | … | …                             |                                   |  |  |       |  |  |                             |  |  |                   |  |
|                                        | … | …                             |                                   |  |  |       |  |  |                             |  |  |                   |  |
|                                        | … | …                             |                                   |  |  |       |  |  |                             |  |  |                   |  |
| Filippo Reinardo I di Solms-Hohensolms | … |                               |                                   |  |  |       |  |  |                             |  |  |                   |  |
|                                        |   | …                             | …                                 |  |  |       |  |  |                             |  |  |                   |  |
|                                        |   | …                             | …                                 |  |  |       |  |  |                             |  |  |                   |  |
|                                        |   | …                             | …                                 |  |  |       |  |  |                             |  |  |                   |  |
| Maria Eleonora di Solms-Hohensolms     |   | …                             |                                   |  |  |       |  |  |                             |  |  |                   |  |
|                                        |   | …                             | …                                 |  |  |       |  |  |                             |  |  |                   |  |
|                                        |   | …                             | …                                 |  |  |       |  |  |                             |  |  |                   |  |
|                                        |   | …                             | …                                 |  |  |       |  |  |                             |  |  |                   |  |
| Elisabetta di Wied                     |   | …                             |                                   |  |  |       |  |  |                             |  |  |                   |  |
|                                        |   | …                             | …                                 |  |  |       |  |  |                             |  |  |                   |  |
|                                        |   | …                             | …                                 |  |  |       |  |  |                             |  |  |                   |  |
|                                        |   | …                             | …                                 |  |  |       |  |  |                             |  |  |                   |  |
|                                        |   | …                             |                                   |  |  |       |  |  |                             |  |  |                   |  |